# Калевала
«Ка́левала» (карел. и фин. Kalevala) — карело-финский поэтический эпос, состоящий из 50 рун. Составлен Элиасом Лённротом (1802—1884) на основе собранных им фольклорных текстов. Первый вариант опубликован в 1835 году, окончательный — в 1849.

## История
В основу «Калевалы» легли руны — народные эпические песни, большая часть которых была записана в Карелии. Обработкой исходного фольклорного материала занимался финский языковед и врач Элиас Лённрот (1802—1884), который сюжетно связал отдельные народные эпические песни, произвёл определённый отбор вариантов этих песен, сгладил некоторые неровности. Обработка была произведена Лённротом дважды: в 1835 году вышло первое издание «Калевалы» (12 078 стихов), в 1849 году — второе (22 795 строк).
Полный перевод поэмы на русский язык был выполнен Леонидом Бельским и опубликован в журнале «Пантеон литературы» в 1888 году, отдельным изданием вышел в 1889 году.
«Калевала» — важный источник сведений о дохристианских религиозных представлениях финнов и карел — занимает центральное символическое положение в Финляндии. Это национальный эпос Финляндии, который считается одним из краеугольных камней финской национальной культуры. Роль «Калевалы» в истории финских идей и построении национальной культуры не имеет себе равных даже в международном масштабе. Считалось, что «Калевала» олицетворяет и отражает национальный дух и единство, а также национальные особенности. Кроме того, «Калевала» дала финнам несколько различных национальных героических образов. «Калевала» также оказала большое влияние на искусство и науку в Финляндии.

## Народные песни (руны)
Название «Калевала», данное поэме Лённротом, — это эпическое имя страны, в которой живут и действуют карельские народные герои. Суффикс la означает место жительства, так что Kalevala — это место жительства Калева, мифологического родоначальника богатырей Вяйнямёйнена, Ильмаринена, Лемминкяйнена, называемых иногда его сыновьями.
Материалом для сложения обширной поэмы из 50 песен (рун) послужили Лённроту отдельные народные песни, частью эпического, частью лирического, частью магического характера, записанные со слов карельских и финских крестьян самим Лённротом и предшествовавшими ему собирателями. Лучше всего помнили старинные руны (песни) в российской Карелии, в Архангельской (приход Вуоккиниеми — Вокнаволок) и Олонецкой губерниях — в Реполе (Реболы) и Химоле (Гимолы), а также в некоторых местах финляндской Карелии и на западных берегах Ладожского озера, до Ингрии.

## Содержание

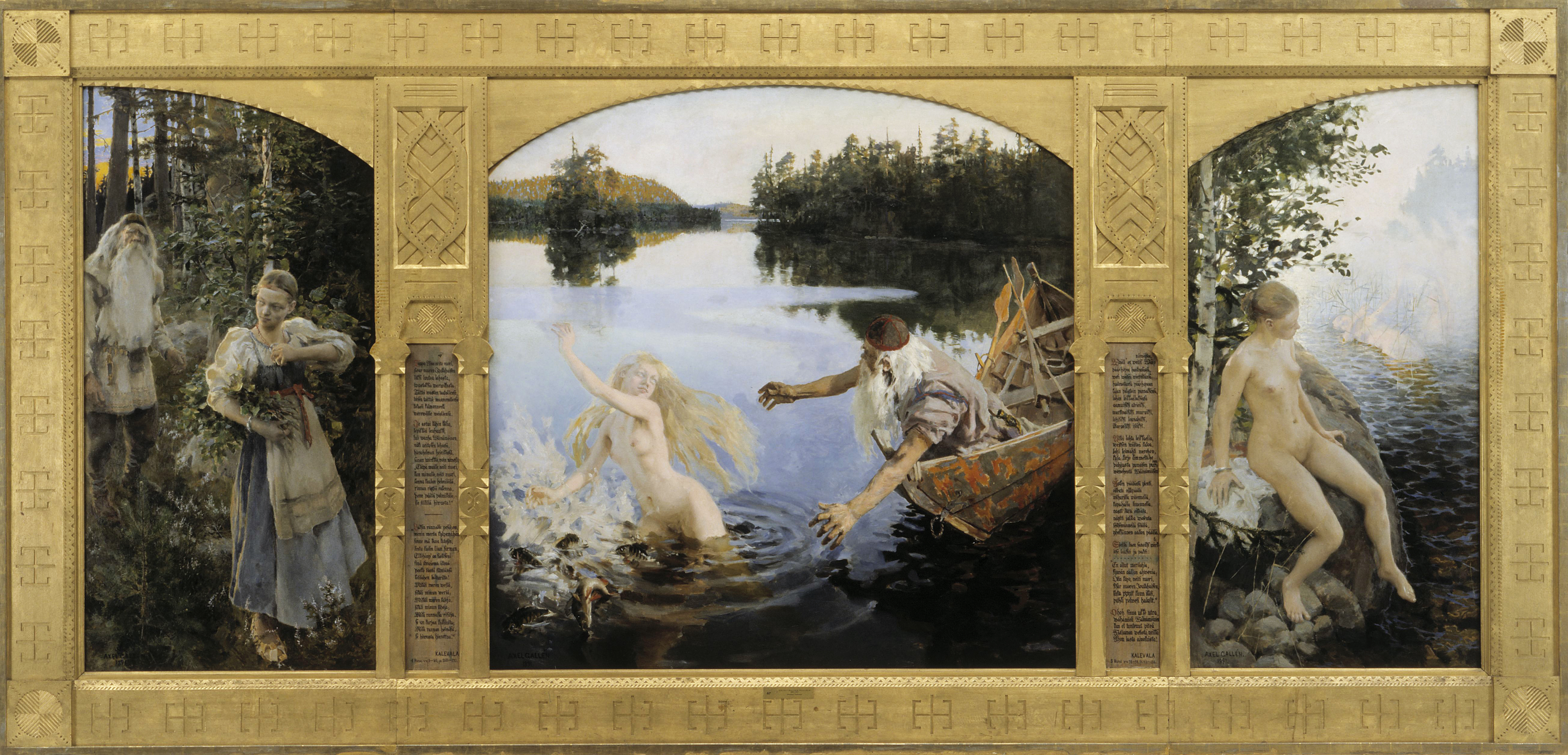
Аксели Галлен-Каллела. Триптих «Легенда об Айно» по мотивам Калевалы.
В средней части триптиха показано разочарование мудреца Вяйнямёйнена, от которого в ужасе сбегает девушка Айно

1-я руна «Калевалы» повествует о начале мира, когда не было ни солнца, ни животных, ни птиц, ни деревьев. Была лишь вода и одинокая (yksin) дочь воздуха Ильматар, в скорби зачавшая от воды Вяйнямёйнена. В то же время к Ильматар прилетает утка (sotka: чернеть), которая откладывает ей на колено 7 яиц: шесть золотых и одно железное. Разбившись, яйца порождают землю (maa), небо (taivas), солнце (päivyt), луну (kuu) и звёзды (tähiksi). Ильматар оформляет рельеф, создавая острова, бухты и мысы. Вяйнямёйнен родился взрослым (его постоянный эпитет vanha — старый) и несколько лет плавал в воде, пока не достиг страны Калевалы.
Во 2-й руне Вяйнямёйнен при помощи Сампсы Пеллервойнена засевает землю растениями. Однако внезапно один волшебный дуб сильно разрастается и заслоняет солнце. На борьбу с ним выходит морской карлик с медным топором (vaskikirves). Вяйнямёйнен оказывается в стране Калевала и сеет там ячмень (ohra).
3-я руна повествует о противостоянии с лапландцем Йоукахайненом, выкупающим свою жизнь обещанием отдать в жёны Вяйнямёйнену свою сестру Айно. Однако в 4-й руне Айно (Aino) не желает выходить замуж за старика и кончает жизнь самоубийством, утопившись в море.
В конце 5-й руны Вяйнямёйнен слышит совет своей матери, что искать невесту себе нужно не в Лапландии, а в Похьёле. Вяйнямейнен отправляется туда, однако из-за стрелы Йоукахайнена он оказывается в море и лишь благодаря орлу добирается до Похьёлы. Местная колдунья требует, чтобы Вяйнямёйнен изготовил Сампо, обещая выдать за него замуж свою дочь. В 8-й руне герой знакомится с девушкой, но во время испытания он ранит себя топором, не может унять кровотечения и идёт ко старому колдуну (loitsija), которому в 9-й руне рассказывает предание о происхождении железа (rauta). Возвратившись домой, Вяйнямёйнен поднимает заклинаниями ветер и переносит кузнеца Ильмаринена в Похьёлу, где тот, согласно обещанию, данному Вяйнямёйненом, выковывает для хозяйки Севера таинственный предмет, дающий богатство и счастье — мельницу Сампо.
С 11-й по 15-ю руну описывают похождения героя Лемминкяйнена, воинственного чародея и соблазнителя женщин, поехавшего в Похьёлу, но во время одного из испытаний погибшего, а затем вернувшегося к жизни благодаря молитве матери к Укко.
C 16 руны рассказ возвращается к Вяйнямёйнену, задумавшему построить лодку, однако необходимость поиска волшебных слов приводит его в Маналу. Также описывается его пребывание в утробе великана Випунена (Antero Vipunen), добытие им от последнего волшебных слов и отплытие в Похьёлу с целью получить руку северной девы.
В 18-й руне дочь хозяйки Похьёлы выбирает себе в мужья кузнеца Ильмаринена, причём подробно описывается свадьба и приводятся свадебные песни, излагающие обязанности жены (уважать родственников мужа, поддерживать огонь в очаге и чистоту в доме, кормить скотину) и мужа.
Руны 26—30 снова рассказывают о похождениях неугомонного Лемминкяйнена в Похьёле, куда он прибывает незваным гостем на свадьбу Ильмаринена, убивает в ссоре хозяина Похьёлы и бежит от возмездия на далёкий остров.
В рунах 31—36 повествуется о печальной судьбе богатыря Куллерво, соблазнившего по неведению родную сестру, вследствие чего оба, брат и сестра, кончают жизнь самоубийством. Повесть принадлежит по глубине чувства, достигающего иногда истинного пафоса, к лучшим частям всей поэмы. Руны о богатыре Куллерво были записаны помощником Лённрота фольклористом Даниэлем Европеусом.
Дальнейшие руны содержат пространный рассказ об общем предприятии трёх карельских героев — о том, как были добыты сокровища Сампо из Похьёлы, как Вяйнямёйнен изготовил кантеле из щуки и игрой на нём очаровал всю природу и усыпил население Похьёлы, как Сампо был увезён героями. Рассказывается о преследовании героев колдуньей-хозяйкой Севера при помощи Утутар, Укко и Ику-Турсо, о падении Сампо в море, о благодеяниях, оказанных Вяйнямёйненом родной стране посредством осколков Сампо, о борьбе его с разными бедствиями и чудищами, насланными хозяйкой Похьёлы на Калевалу, о дивной игре героя на новом кантеле, созданном им из берёзы, когда первое упало в море. После того, как Лоухи похитила солнце, небесный бог Укко создаёт новое, которое падает в озеро Алуэ. Получив сильные ожоги от огня Укко, Ильмаринен куёт ещё одно солнце, но настоящее всё же спрятано в Похьёле у Лоухи. И герои в 49-й руне отправляются за солнцем, а Лоухи идёт на попятную.
Последняя руна содержит народно-апокрифическую легенду о рождении чудесного ребёнка девой Марьяттой (Marjatta). Вяйнямёйнен даёт совет его убить, так как ему суждено превзойти могуществом карельского героя, но двухнедельный младенец осыпает Вяйнямёйнена упрёками в несправедливости, и пристыженный герой, спев в последний раз дивную песнь, уезжает навеки в челноке, уступая место младенцу Марьятты, признанному властителю Карелии.

### География Калевалы
Сама по себе Калевала является страной, где живёт главный герой Вяйнямёйнен. Калевале традиционно противостоит Похъёла, куда герои Калевалы добираются по морю. Совсем за пределами обитаемой земли находится Манала.
Тем не менее, упомянуты и совсем привычные страны: Эстония (Viro — 11:43; 25:290), Ингрия (Inkeri — 11:44, 55), Карелия (Karjala — 3:180; 20:75; 48:258), Финляндия (20:76), Саво (35:352; 48:257), Хяме (Häme — 3:179), Россия (Venäjä — 20:77; 22:319), Швеция (Ruotsi — 20:78), Лапландия (Lappi — 20:79), Вьена (Viena, Беломорье — 25:619; 46:312) и Германия (Саксония, Saksa — 18:137; 21:168; 25:289).
По соседству с Лапландией и Похьёлой упоминается страна Турья (Turja — 26:295). Лапландец Йоукахайнен подстрелил коня Вяйнямёйнена в окрестностях Luoto (7:67)
Из рек упоминаются Вуокса (3:181; 30:209) c водопадом Иматра (3:182; 30:210) и Нева (47:139). Из городов упомянут только Таллин (Tanikan linna — 25:613).

### Флора и фауна Калевалы
Из растений упомянуты берёза (koivut — 2:25), осина (haapa — 9:467), ольха (lepät — 2:26), черемуха (tuomet — 2:27), рябина (pihlajat — 2:29), ива (pajut — 2:30), можжевельник (katajat — 2:31), дуб (tammet — 2:32), ель (kuuset — 2:35), сосна обыкновенная (petäjä — 2:36), земляника (Mansikat — 11:265), брусника (Puolukka — 11:266).
Известны Калевале черви (mato — 16:373), лягушки (sammakot — 16:295) и змеи (Käärmeet — 16:401)
Рыбы представлены лососем (lohi — 3:155), щукой (hauki — 3:159), сигом (siika — 4:245), ёршем (kiiski — 3:194), треской (turska — 15:293) и окунем (ahven — 3:161).
Из птиц назван орел (kokko — 2:365), ворон (korppi — 15:285), сорока (harakat — 23:758), лебедь (joutsen — 14:377), речные утки (sorsa — 25:381), утка-морянка (alli — 18:68), гусь (hanhet — 18:67) и синица (tiaiset — 3:191).
Среди животных упомянуты волк (susi — 9:99), рысь (ilvekset — 26:61), медведь (karhu — 9:100), куница (näätä — 17:606), горностай (kärpä — 2:292), заяц (jänis — 4:403), белка (orava — 2:291), северный олень (poro — 13:108), морж (mursu — 23:720), лось (hirvi — 6:37) и лиса (repo — 4:393). Из экзотических животных для финно-угорского мира назван верблюд (kameli — 14:248).

### Религиозные представления Калевалы
Верховным богом назван небесный Укко (1:169; 2:317; 2:331). Также важное место занимает дух леса Хийси (6:37; 8:152; 8:162). При проклятиях идёт обращение к дьяволу Лемпо (4:423; 8:153; 8:161). При этом Хийси и Лемпо могут отождествляться (в случае ранения Вяйнямёйнена). Упоминаются известные по германской мифологии великаны турсы (2:67), а также дух воды (Vetehinen — 19:217).

### Быт
Персонажи Калевалы перемещаются на лодках (vene — 5:88) и лыжах (suksi — 14:15). Из подсобных помещений упомянуты амбар (aitta — 4:128) и сауна (4:411).
Из домашних животных известны конь (hepo — 6:17), домашний бык (sonni — 20:18), свинья (karju — 17:110), овца (Uuhi — 17:108), коза (vuohi — 17:108) и собака (koira — 9:263).
В Калевале упомянуты институт рабства (orja — 12:91) и должность короля-конунга (kuningas — 14:216).
Среди атрибутов мужчин названы топор (kirves — 4:40), нож (veitsi — 5:73) и плуг (aura — 10:383). Всё это подразумевало ремесло кузнеца (seppo — 7:333). Упоминаются также шлем (kypärä — 14:38), лук (jousi — 18:147) и меч (miekka — 12:283). Ильмаринен одевался в кафтан (kauhtana — 18:359).
Айно носит нательный крест (rinnanristiä — 4:18) и кольцо (sormus — 4:32)

## Филологический и этнографический анализ

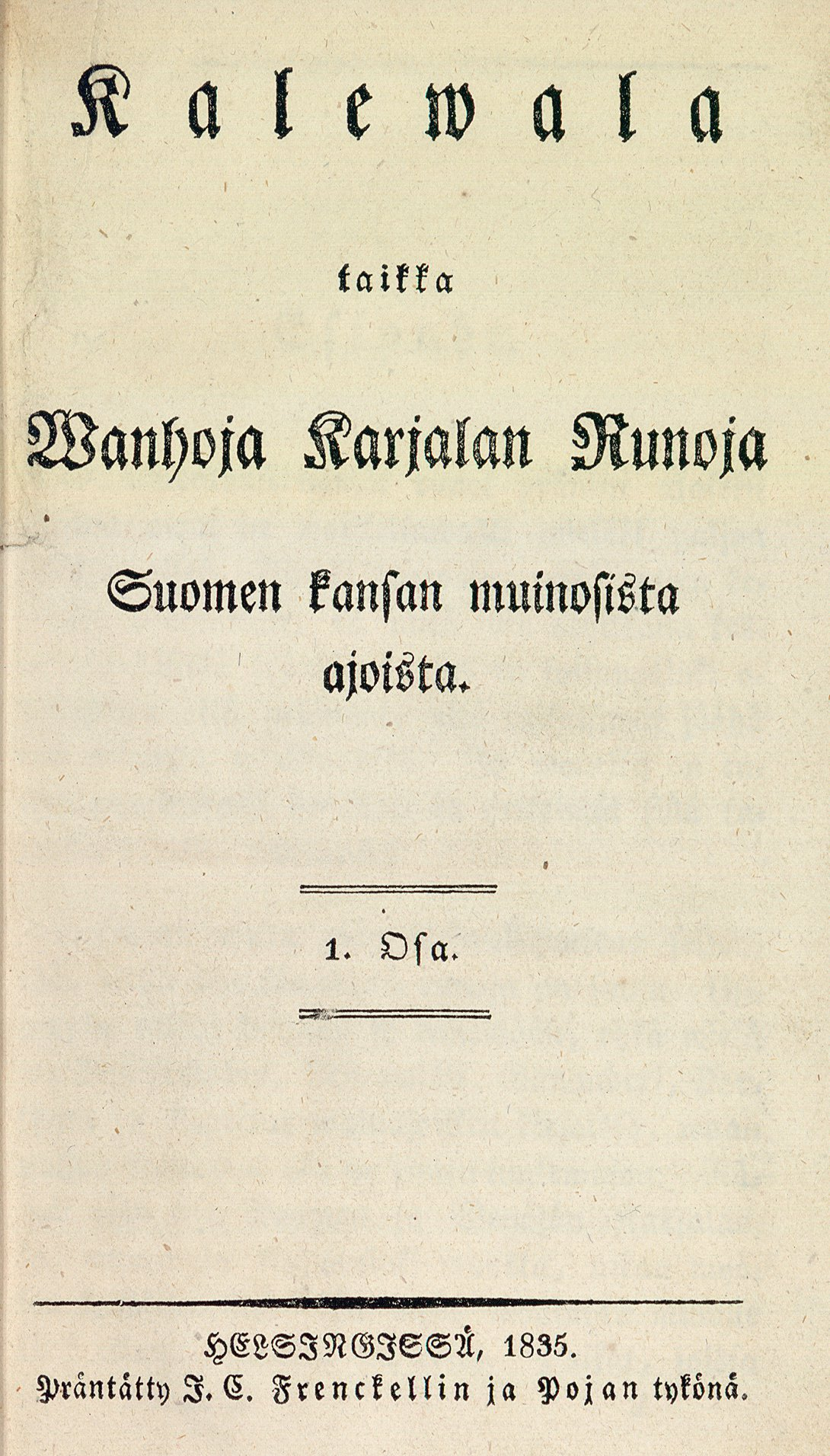
Калевала, 1835 год

Трудно указать общую нить, которая связывала бы разнообразные эпизоды Калевалы в одно художественное целое. Э. Аспелин полагал, что основная идея её — воспевание смены лета и зимы на Севере. Сам Лённрот, отрицая единство и органическую связь в рунах Калевалы, допускал, однако, что песни эпоса направлены к доказательству и выяснению того, каким образом герои страны Калева подчиняют население Похьолы. Юлий Крон утверждает, что Калевала проникнута одною идеей — о создании Сампо и получении его в собственность карельского народа, — но признаёт, что единство плана и идеи не всегда замечаются с одинаковой ясностью. Немецкий учёный фон Петтау делит Калевалу на 12 циклов, совершенно друг от друга независимых. Итальянский учёный Компаретти в обширном труде о Калевале приходит к выводу, что предполагать единство в рунах нет возможности, что комбинация рун, сделанная Лённротом, является нередко произвольной и всё-таки придаёт рунам только призрачное единство; наконец, что из тех же материалов возможно сделать другие комбинации соответственно какому-нибудь другому плану.
Лённрот не открыл поэму, которая была в сокрытом состоянии в рунах (как полагал Штейнталь) — не открыл потому, что такой поэмы у народа не существовало. Руны в устной передаче, хотя бы и связывались певцами по нескольку (например, несколько похождений Вяйнямёйнена или Лемминкяйнена), так же мало представляют цельную эпопею, как русские былины или сербские юнацкие песни. Сам Лённрот признавал, что при соединении им рун в эпопею некоторый произвол являлся неизбежным. Действительно, как показала проверка работы Лённрота вариантами, записанными им самим и другими собирателями рун, Лённрот выбирал такие пересказы, которые наиболее подходили к начертанному им плану, сплачивал руны из частиц других рун, делал добавления, для большей связности рассказа присочинял отдельные стихи, а последняя руна (50) может быть даже названа его сочинением, хотя и основанным на народных преданиях. Для своей поэмы он искусно использовал всё богатство карельских песен, вводя, наряду с повествовательными рунами, песни обрядовые, заговорные, семейные, и этим придал Калевале значительный интерес как средству изучения мировоззрения, понятий, быта и поэтического творчества финского простонародья.
Свойственным карельскому эпосу является полное отсутствие исторической основы: похождения богатырей отличаются чисто сказочным характером; никаких отголосков исторических столкновений карелов с другими народами не сохранилось в рунах. В Калевале нет государства, народа, общества: она знает только семью, и её богатыри совершают подвиги не во имя своего народа, но для достижения личных целей, как герои чудесных сказок. Типы богатырей находятся в связи с древними языческими воззрениями карелов: они совершают подвиги не столько при помощи физической силы, сколько посредством заговоров, как шаманы. Они могут принимать разный вид, оборачивать других людей в животных, переноситься чудесным образом с места на место, вызывать атмосферные явления — морозы, туманы и прочее. Ещё ощущается близость богатырей к божествам языческого периода. Следует отметить также высокое значение, придаваемое карелами, а позднее финнами, словам песни и музыке. Вещий человек, знающий руны-заговоры, может творить чудеса, а звуки, извлекаемые дивным музыкантом Вяйнямёйненом из кантеле, покоряют ему всю природу.
Помимо этнографического, Калевала представляет и высокий художественный интерес. К достоинствам её относятся: простота и яркость изображений, глубокое и живое чувство природы, высокие лирические порывы, особенно в изображении людской скорби (например тоски матери по сыну, детей по родителям), здоровый юмор, пронизывающий некоторые эпизоды, удачная характеристика действующих лиц. Если смотреть на Калевалу как на цельную эпопею (взгляд Крона), то в ней окажется немало недостатков, которые, однако, свойственны более или менее всем устным народным эпическим произведениям: противоречия, повторения тех же самых фактов, слишком значительные размеры некоторых частностей по отношению к целому. Подробности какого-нибудь готовящегося действия нередко излагаются чрезвычайно подробно, а само действие рассказывается в нескольких незначительных стихах. Такого рода несоразмерность зависит от свойства памяти того или другого певца и встречается нередко, например, и в русских былинах.
Однако есть и исторические факты, в переплетении с географическими частично подтверждающие описанные в эпосе события. К северу от нынешнего поселка Калевала есть озеро Топозеро — море, через которое плыли богатыри. По берегам озера селились саамы — народ Похъёлы. У саамов были сильные колдуны (Старуха Лоухи). Но карелы смогли вытеснить саамов далеко на север, подчинить население Похьёлы и покорить последнюю.

## День Калевалы
Ежегодно 28 февраля празднуется «День народного эпоса Калевалы» — официальный день финской и карельской культуры, этот же день посвящён финскому флагу. Каждый год в Финляндии и Карелии проходит «Калевальский карнавал», в форме уличного костюмированного шествия, а также театрализованных представлений по сюжету эпоса. Ежегодно, с 2006 года в Санкт-Петербурге проводится Международный этнофестиваль «Земля Калевалы», объединяющий ведущих экспертов, художников, дизайнеров и творческие коллективы из России и Финляндии.

## Восприятие
Среди первых пропагандистов «Калевалы» были Яков Грот в России, Якоб Гримм в Германии.
Максим Горький ставил «Калевалу» в один ряд с гомеровским эпосом. В 1908 году он писал: «Индивидуальное творчество не создало ничего равного „Илиаде“ или „Калевале“». В 1932 году Горький назвал финно-карельский эпос «монументом словесного творчества».
«Калевала» была в библиотеке Александра Блока.
«Калевалу» высоко ценил Якуб Колас, о своей работе над поэмой «Симон-музыкант» он говорил: «„Калевала“ дала мне хороший толчок к работе… И многочисленные создатели её, и я пили из одного источника, только финны на берегу моря, среди скал, а мы — в своих борах и болотах. Никому одному не принадлежит эта живая вода, она открыта многими и для многих. И в чём-то очень похожи радость и горе у каждого народа. Значит могут быть похожи и произведения… Я был готов поклониться Лённроту в ноги».
Виссарион Белинский не смог оценить мирового значения «Калевалы». Критик был знаком с финским эпосом только в прозаическом пересказе. Сказались его напряжённые отношения с Яковом Гротом, неприятие славянофильской идеализации народной архаики (Финляндия того времени, как и славянские страны, приводилась славянофилами, например Шевырёвым, как пример патриархальной неиспорченности в противовес «развращённой» Европе). В рецензии на книгу М. Эмана «Главные черты из древней финской эпопеи Калевалы» Белинский писал: «Мы первые готовы отдать справедливость прекрасному и благородному подвигу г. Лённрота, но не считаем нужным впадать в преувеличение. Как! все литературы Европы, кроме финской, превратились в какой-то безобразный рынок?…». Белинский возражал против сравнения «Калевалы» с античным эпосом, указывал на неразвитость современной ему финской культуры: «Иной национальный дух так мал, что уложится в ореховой скорлупе, а иной так глубок и широк, что ему мало всей земли. Таков был национальный дух древних греков. Гомер далеко не исчерпал его весь в своих двух поэмах. И кто хочет ознакомиться и освоиться с национальным духом древней Эллады, тому мало одного Гомера, но будут для этого необходимы и Гезиод, и трагики, и Пиндар, и комик Аристофан, и философы, и историки, и учёные, а там ещё остаётся архитектура и скульптура и наконец изучение внутренней домашней и политической жизни».

## Калевала в искусстве

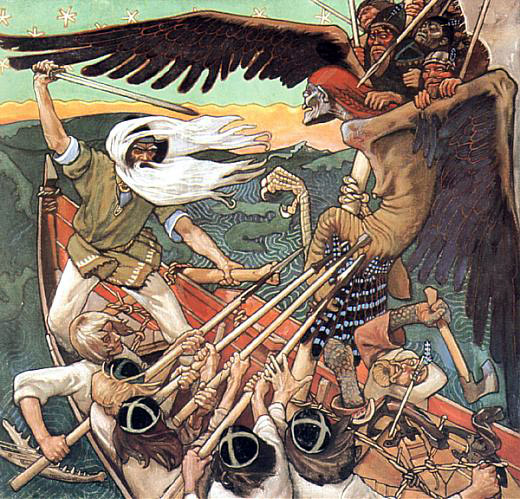
Вяйнямёйнен обороняет сампо от ведьмы Лоухи. Аксели Галлен-Каллела

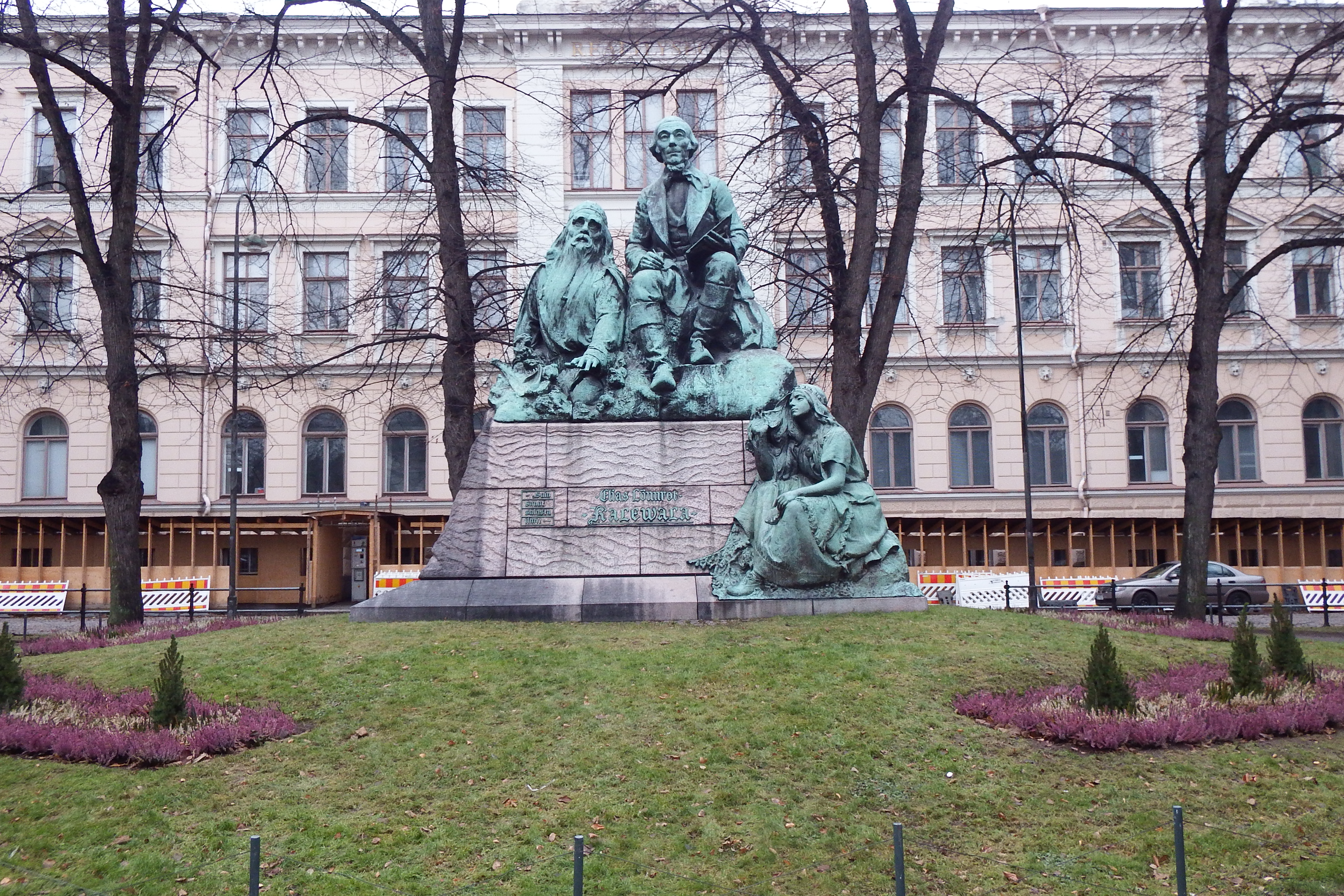
Памятник Элиасу Лённроту и героям эпоса «Калевала» в Хельсинки

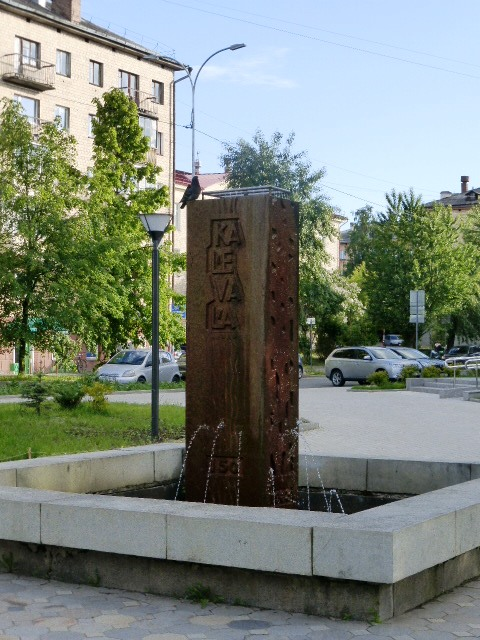
Фонтан «Калевала» в Петрозаводске

Почтовая марка СССР, 1985 год

### В литературе
- Первое письменное упоминание о героях Калевалы содержится в книгах финского епископа и первопечатника Микаэля Агриколы в XVI веке[источник не указан 3385 дней].
- В русской литературе образ Вяйнемёйнена встречается впервые в поэме декабриста Ф. Н. Глинки «Карелия».
- Под влиянием «Калевалы» создана «Песнь о Гайавате» Генри Лонгфелло.
- Первым произведением на сюжет «Калевалы» стала пьеса финского писателя Алексиса Киви «Куллерво» (1860).
- «Сильмариллион» Джона Толкина создавался под впечатлением от «Калевалы»[17]. Связь с карело-финским эпосом видна и в другом произведении этого автора — «Истории Куллерво».
- Мотивы «Калевалы» есть у Валерия Брюсова, Велимира Хлебникова, Сергея Городецкого, Николая Асеева.
- «Калевала» упоминается во втором томе романа Максима Горького «Жизнь Клима Самгина», в главах, посвящённых финским впечатлениям героя: Самгин вспомнил, что в детстве он читал „Калевалу“, подарок матери; книга эта, написанная стихами, которые прыгали мимо памяти, показалась ему скучной, но мать всё-таки заставила прочитать её до конца. И теперь, через хаос всего, что он пережил, возникли эпические фигуры героев Суоми, борцов против Хийси и Лоухи, стихийных сил природы, её Орфея Вяйнемёйнена… весёлого Лемминкяйнена — Бальдура финнов, Илмаринена, сковавшего Сампо, сокровище страны.

### В изобразительном искусстве
- Первый памятник герою «Калевалы» был установлен в 1831 году в Выборге.
- Первая живописная картина на сюжет «Калевалы» создана в 1851 году шведским художником Йоханом Блакстадиусом.
- Сюжеты «Калевалы» присутствуют в творчестве многих художников. В Музее изобразительных искусств Республики Карелия собрана уникальная коллекция произведений изобразительного искусства на темы эпоса «Калевала»[18]. Широко известен цикл картин со сценами из «Калевалы» финского художника Аксели Галлен-Каллела.
- В 1933 году издательство Academia выпустило «Калевалу» с иллюстрациями и в общем художественном оформлении учеников Павла Филонова, Мастеров Аналитического Искусства Т. Глебовой, А. Порет, М. Цыбасова и др. Сам Филонов был редактором иллюстраций и оформления[19].

### В кинематографе
- В 1959 году по мотивам «Калевалы» был снят совместный советско-финский фильм «Сампо» (режиссёр Александр Птушко, сценарий Вяйнё Кауконена, Виктора Витковича, Григория Ягдфельда).
- В 1982 году финский режиссёр Калле Хольмберг снял для телевидения 4-серийную экранизацию «Калевалы» — «Железный век. Сказания Калевалы[фин.]» (фин. «Rauta-aika»), удостоенную призов Финской и Итальянской киноакадемий. В 2009 году фильм был выпущен в России комплектом из двух DVD.
- В 2006 году был снят финско-китайский фэнтези-фильм «Воин Севера[англ.]», сюжет которого построен на основе переплетения китайских народных легенд и карело-финского эпоса.

### В музыке
- Наиболее значительный вклад в музыкальное воплощение «Калевалы» внёс классик финской музыки Ян Сибелиус.
- По мотивам «Калевалы» карельским композитором Гельмером Синисало был написан балет «Сампо», впервые поставленный в Петрозаводске 27 марта 1959 года. Это произведение неоднократно исполнялось как в СССР, так и за рубежом[20][21].
- В 1994 году российская рок-группа «Химера» выпустила альбом «Калевала».
- Рок-сюита «Калевала» (2006 год), композитор и музыкант — Михаил Кречет-Поценковский[22].
- В России существует фолк-метал-группа под названием «Калевала». Их песни «Калевала» и «Лучшую спою вам песню!» написаны по мотивам эпоса[23].
- Российская рок-певица Мара написала песню под названием «Калевала»[24].
- Финский композитор-мультиинструменталист Антти Мартикайнен написал 25-минутную композицию «Kalevala»[25].

## Переводы
Переводы на русский язык и адаптации
- 1828 — в журнале «Славянин» публикуется стихотворение Фёдора Глинки «Вейнамена и Юковайна» — переложение 3-й руны «Калевалы».
- 1840 — небольшие отрывки в русском переводе даны Яковом Гротом («Современник», 1840).
- 1880—1885 — несколько рун в русском переводе изданы Г. Гельгреном («Куллерво» — М., 1880; «Айно» — Гельсингфорс, 1880; руны 1—3 — Гельсингфорс, 1885).
- 1888 — Калевала: Финская народная эпопея / Полный стихотворный перевод, с предисловием и примечаниями Л. П. Бельского. — СПб.: Типография Н. А. Лебедева, Невский просп., д. 8., 1888. 616 с. Многократно переиздавался в Российской Империи и СССР.
- 1953 — Любарская А. Пересказ для детей карело-финского эпоса «Калевала». Петрозаводск: Карелия, 1953. — 193 с. (стихотворные отрывки из перевода Л. П. Бельского).
- 1960 — Из поэмы «Калевала» («Рождение кантеле», «Золотая дева», «Айно») // С. Маршак: Соч. в 4-х т., т. 4, С. 753—788.
- 1977 — «Калевала». Перевод с финского Л. Бельского. Серия «Библиотека всемирной литературы», том 12. М.: Художественная литература.
- 1998 — Лённрот Э. Калевала. Перевод Эйно Киуру и Армаса Мишина. Петрозаводск: Карелия, 1998. Переиздавался издательством «Вита Нова» в 2010 году.
- 2001 — Игорь Востряков. Детская «Калевала» (в прозе).
- 2011—2012 — Игорь Востряков. Эпическая поэма «Калевала» (пересказ для детей в стихах).
- 2015 — Павел Крусанов. Калевала. Прозаический пересказ. СПб.: Издательство К. Тублина. ISBN 978-5-8370-0713-2

Иноязычные переводы
- Немецкие переводы Калевалы: Шифнер (Гельсингфорс, 1852); Пауль (Гельсингфорс, 1884—1886).
- Французский перевод: Leouzon Le Duc (1867).
- Шведские переводы: Кастрен (1841); Коллан (1864—1868); Херцберг (1884).
- Английские переводы: I. M. Crawford (Нью-Йорк, 1889); Keith Bosley (Лондон, 1989).
- Перевод на идиш восемнадцати рун: H. Rosenfeld, Калевала, народный эпос финнов. Нью-Йорк, 1954.
- Переводы на иврит: С. Г. Черниховский (1922—1931); Сара Товия. Калевала, страна героев (Kalevala, Eretz ha-giborim). Тель-Авив, 1964 (в прозе; впоследствии несколько раз переиздавалась).
- Белорусский перевод: Якуб Лапатка. Калевала. Мінск, 2015[26].
- Украинский перевод: Євген Тимченко (Львів, 1901).
- Латинский перевод: Tuomo Pekkanen. Kalevala Latina. Хельсинки, 1996.
- Латышский перевод: Линард Лайцен[27].
- Ненецкий перевод: Василий Ледков[28].
- Армянский перевод: Феликс Бахчинян, 2007 г., Ереван, изд-во «Зангак», 600 стр.